# Polystichum australiense
Polystichum australiense är en träjonväxtart som beskrevs av Tindale. Polystichum australiense ingår i släktet Polystichum och familjen Dryopteridaceae. Inga underarter finns listade.

## Bildgalleri

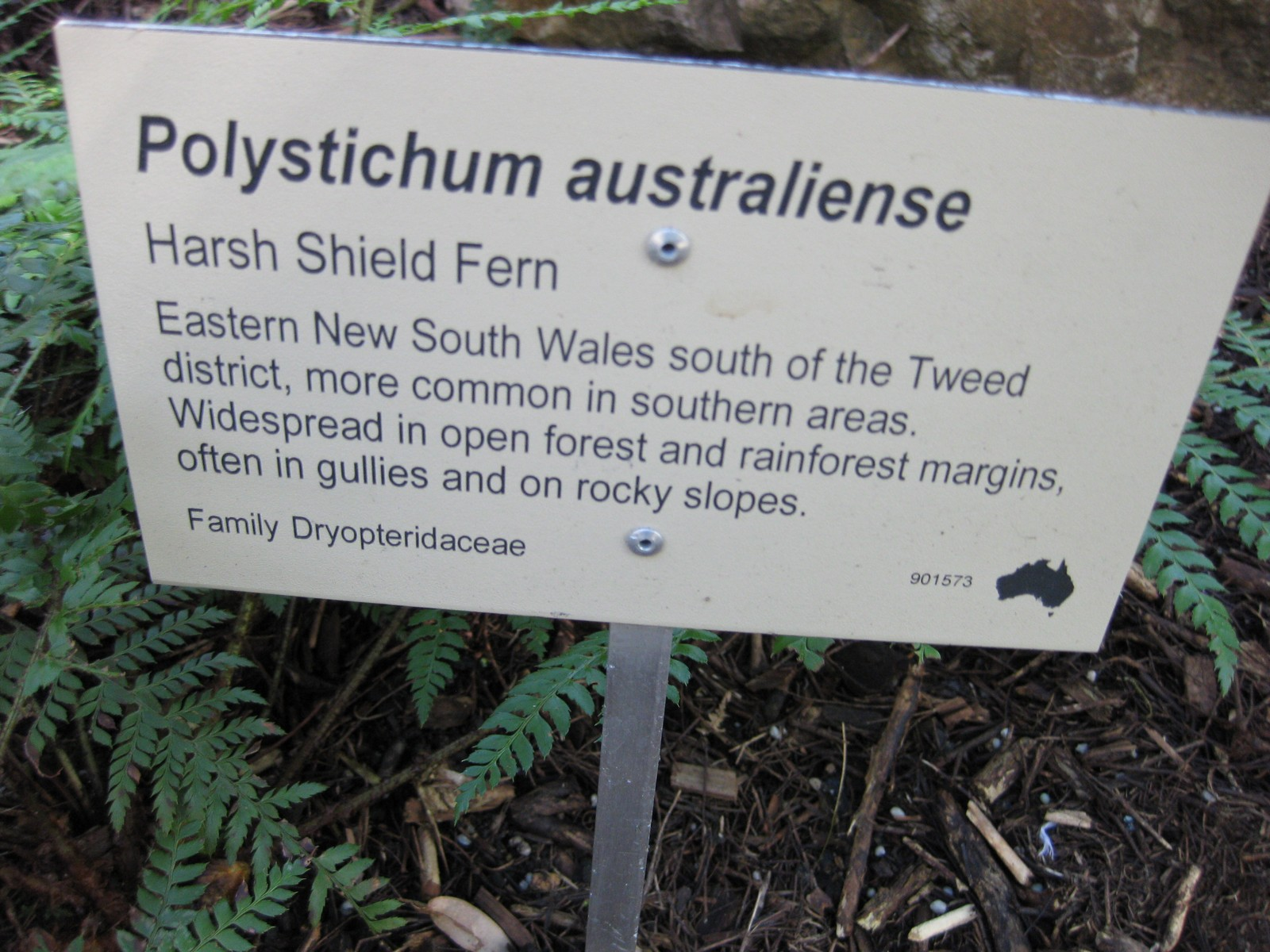
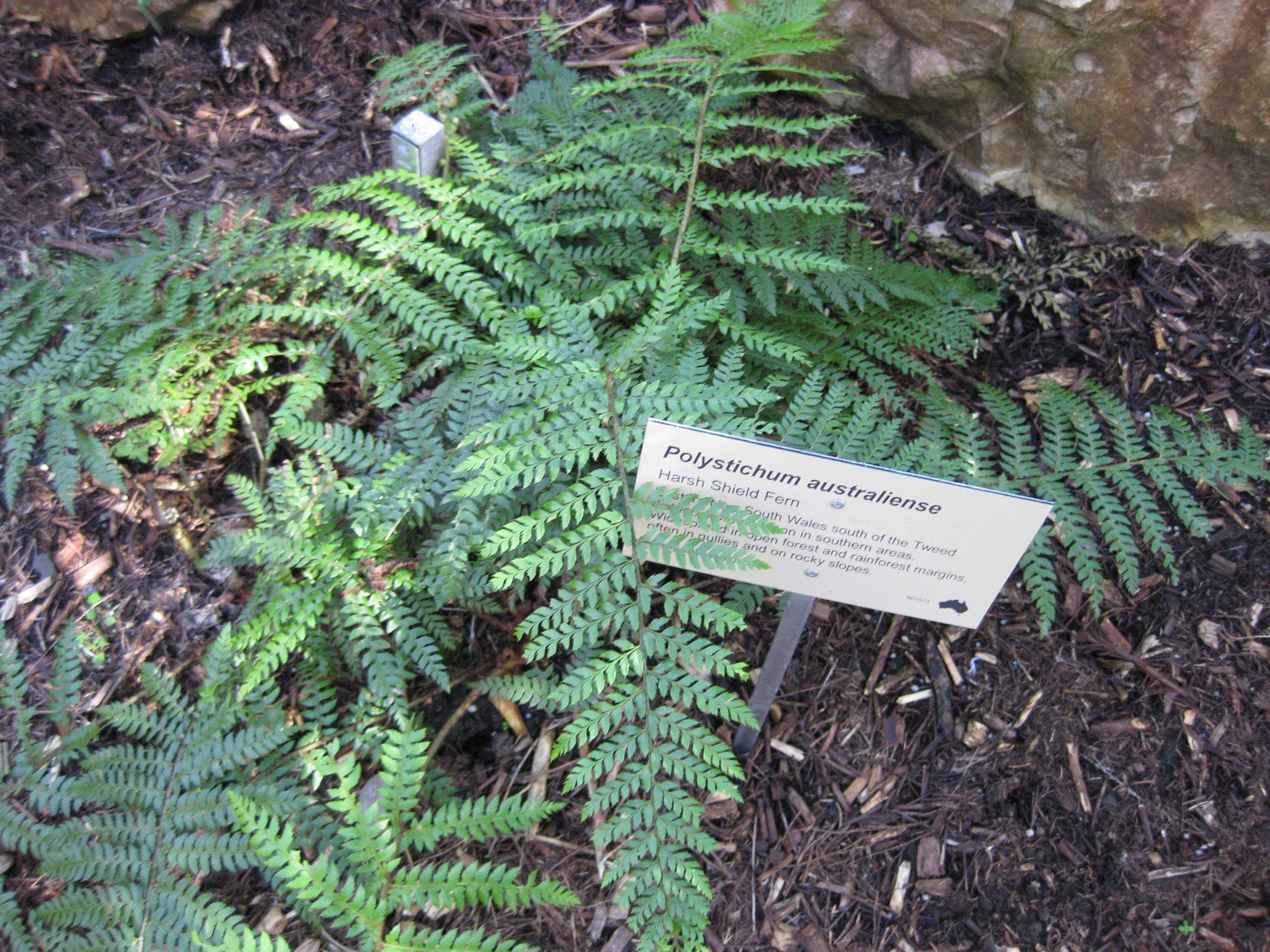